# Portugiesische Badmintonmeisterschaft 2022
Die Portugiesische Badmintonmeisterschaft 2022 fand vom 19. bis zum 20. November 2022 in Caldas da Rainha statt. Es war die 65. Austragung der nationalen Titelkämpfe in Portugal.

## Medaillengewinner
| Disziplin    | Gold                                 | Silber                                       | Bronze                                             |
| ------------ | ------------------------------------ | -------------------------------------------- | -------------------------------------------------- |
| Herreneinzel | Bernardo Atilano                     | Diogo Glória                                 | Bruno Carvalho                                     |
| Herreneinzel | Bernardo Atilano                     | Diogo Glória                                 | David Silva                                        |
| Dameneinzel  | Sónia Gonçalves                      | Madalena Fortunato                           | Adriana F. Gonçalves                               |
| Dameneinzel  | Sónia Gonçalves                      | Madalena Fortunato                           | Mariana Gomes Afonso                               |
| Herrendoppel | Tomás Nero Bruno Carvalho            | Diogo Marreiros Glória Fernando Silva        | Daniel Carvalho Mendes Marco João Jorge            |
| Herrendoppel | Tomás Nero Bruno Carvalho            | Diogo Marreiros Glória Fernando Silva        | Rodrigo Maurício Dias Afonso Medeiros Gouveia      |
| Damendoppel  | Adriana F. Gonçalves Sónia Gonçalves | Mariana Gomes Afonso Mariana Gonçalves Neves | Beatriz Faria Campos Joana Miranda Oliveira        |
| Damendoppel  | Adriana F. Gonçalves Sónia Gonçalves | Mariana Gomes Afonso Mariana Gonçalves Neves | Ana Galante Santos Gabriela Melo Simões            |
| Mixed        | Tomás Nero Beatriz Roberto           | Bernardo Atilano Mariana Chang               | Rodrigo Barbosa De Almeida Mariana Gonçalves Neves |
| Mixed        | Tomás Nero Beatriz Roberto           | Bernardo Atilano Mariana Chang               | Diogo Silva Ana Galante Santos                     |